# アトリエ三月
アトリエ三月 (あとりえさんがつ) は大阪府大阪市北区中崎西にあるギャラリー及びアートスペース。現代美術、絵画、イラストレーション、立体表現、アウトサイダーアートなど幅広いジャンルのアートを取り扱っている。オーナーは画家の原康浩。

## 概要
2008年頃から元々アトリエとして借りていたスペースを2015年6月にギャラリー「アトリエ三月」としてオープン。
2019年より公式YouTubeチャンネルを開設。